# Leeu-Gamka
Leeu-Gamka is een dorp in de Zuid-Afrikaanse provincie West-Kaap. Leeu-Gamka behoort tot de gemeente Prins Albert dat onderdeel van het district Sentraal-Karoo is.